# Sirota kazanskaja
Sirota kazanskaja (russisk: Сирота казанская) er en russisk spillefilm fra 1997 af Vladimir Masjkov.

## Medvirkende
- Jelena Sjevtjenko som Nastja
- Nikolaj Fomenko som Kolja
- Valentin Gaft
- Lev Durov
- Oleg Tabakov